# 魚野川橋梁 (只見線)
魚野川橋梁（うおのがわきょうりょう）は、新潟県魚沼市の魚野川に架かる東日本旅客鉄道（JR東日本）只見線の鉄道橋である。

## 概要
只見線（小出口）の小出駅 - 大白川駅間の建設工事に伴って1937年（昭和12年）に完成した。藪神駅 - 小出駅間の信濃川水系である魚野川に架かる全長301 m（メートル）の橋梁である（外部リンク参照）。
只見線は藪神駅より魚野川支流である破間川沿いに南下してきた後、魚野川対岸沿いの小出駅へ進入するために、駅構内手前の魚野川および河川敷を本橋梁にてカーブしながら渡っている。

## 構造
10連の単線下路式プレートガーダーの形式である。
- 1 - 3連目：支間長36.3 m
- 4 - 6連目：支間長36.4 m
- 7 - 10連目：支間長19.0 m（桁高が若干低い）

本橋梁は半径250 mの曲線を描いている。1径間の主桁は直線であるが、横桁に取り付けた縦桁の位置を横方向に階段状にずらせて、曲線に対応させている。また、本橋梁は魚野川と破間川の合流点に架設されており、洪水時の川の流れを考慮して、5基の橋脚は各個別々の方向に築造されている。

## 周辺
- 新潟県道458号下倉小出線
- 新潟県道371号堀之内小出線
- 新潟県道47号小出停車場線
- 国道17号
- 国道352号
- 関越自動車道
- 魚沼市立小出病院

## その他
本橋梁の藪神方には、かつて只見線に接続していた電源開発所有の専用線の廃線跡がある。専用線は奥只見の電源開発の輸送拠点となっており、ダム等の建設が一段落した後は管理拠点となっていた。現在は、専用線は舗装道路と遊歩道に、電源開発所有の拠点敷地の大部分は芝生の公園になっている。